# Atos Wirtanen

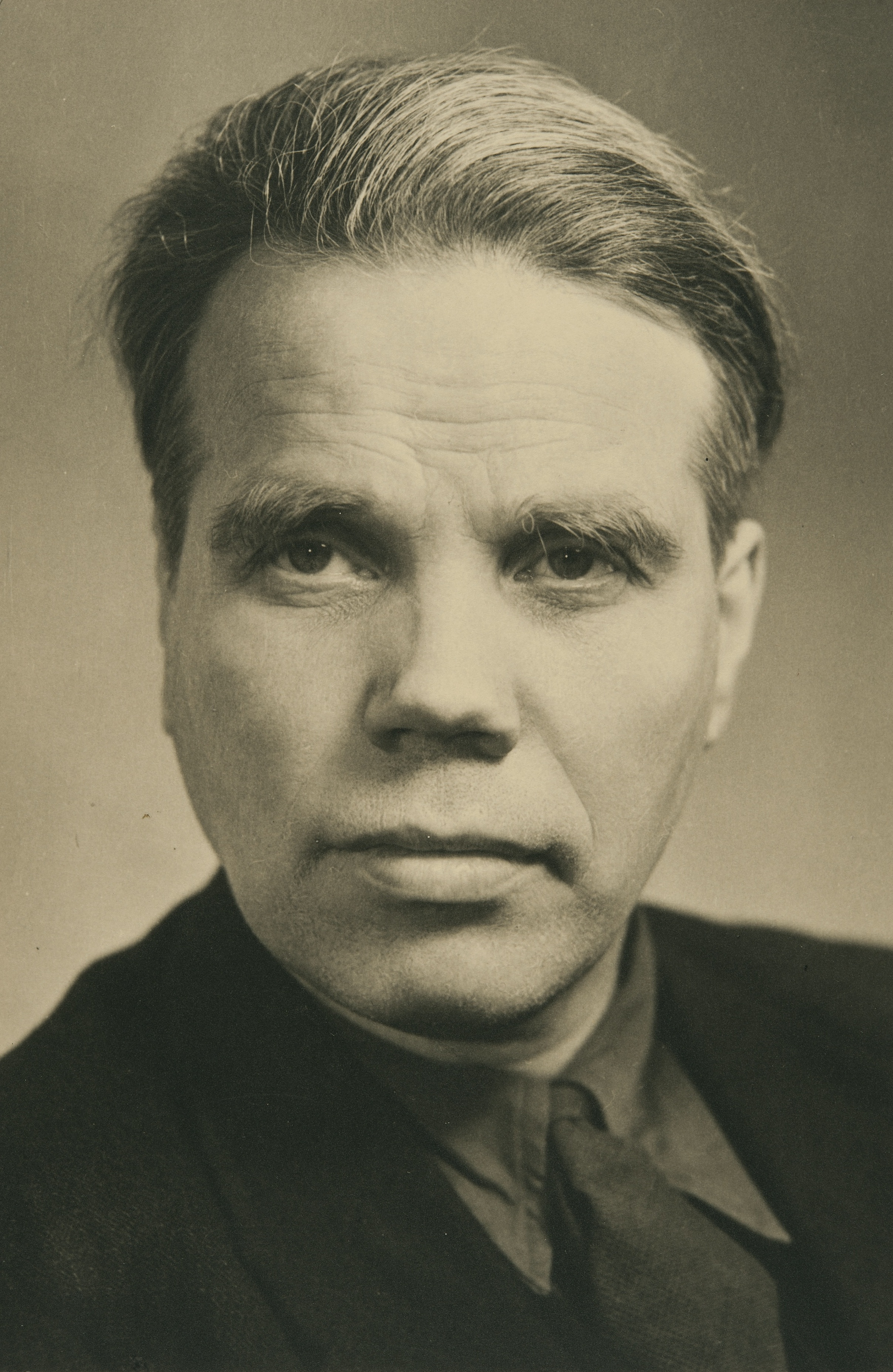
Atos Wirtanen

Atos Kasimir Wirtanen (* 28. Januar 1906 in Saltvik auf Åland; † 10. März 1979 in Helsinki) war ein finnlandschwedischer Journalist, Politiker und Autor.
Wirtanen wurde 1906 als Sohn von Karl Robert Wirtanen und Eva Amanda Lundelin in Saltvik auf Åland geboren. Von 1936 bis 1954 saß er im finnischen Reichstag und gehörte zunächst der Sozialdemokratischen Partei Finnlands (SDP) an. Im September 1946 trat er der Fraktion der Volksdemokratischen Union (SKDL) bei. Die SKDL entstand 1944 nach der Legalisierung der Kommunistischen Partei Finnlands als Wahlbündnis verschiedener linker Gruppierungen. Durch seinen und den Übertritt eines weiteren SDP-Mitglieds zur SKDL-Fraktion wurde die SKDL stärkste Kraft im Parlament. Wirtanen selbst trat der 1946 gegründeten Sozialistischen Einheitspartei (SYP) bei und war von 1948 bis 1955 deren Vorsitzender. Unter seiner Führung trat die SYP, die stets Kleinpartei blieb, 1955 aus der SKDL aus.
Als Journalist arbeitete er unter anderem für das sozialdemokratische Arbetarbladet und das SKDL-Blatt Ny Tid, dessen Chefredakteur er von 1947 bis 1953 war. Er war mit der Schriftstellerin Tove Jansson befreundet und diente ihr mit seinem grünen Hut als Vorbild für die fiktive Mumins-Figur Snufkin.
1954 heiratete er die Tänzerin Irja Hagfors. Von 1942 bis 1943 war er zuvor mit Maj-Lis Stenman (geborene Rydman) verheiratet.
1964 und 1973 veröffentlichte er seine zwei Memoiren (Mot mörka makter und Politiska minnen) und schrieb Bücher über verschiedene philosophische Themen. 1973 erhielt er den Ehrendoktortitel der Philosophie von der Universität Helsinki.
In der Filmbiografie Tove (2020) wird Wirtanen von Shanti Roney gespielt.

## Werke (Auswahl)
- Stoft och öde (1941)
- Amor Fati (1942, dikter)
- Ett enat Norden – morgondagens nödvändighet (1943)
- Nietzsche den otidsenlige (1945)
- Ofärd och gryning (1946, gesammelte Artikel von 1933 bis 1946)
- Framtida (1951, Aphorismen)
- Tekniken, människan, kulturen (1959)
- August Strindberg – liv och dikt (1962)
- Mot mörka makter (1963)
- Aforistik i urval (1965)
- Politiska minnen (1973)
- Och så vidare? Betraktelser av en utopist i vår tid (1984, philosophische Schriften, postum veröffentlicht, Holger Lillqvist)